# 五十嵐九十九
五十嵐 九十九（いがらし つくも、1933年 - 2015年）は東京都出身のファッションデザイナー。

## 人物
- 第二次世界大戦後、15歳の時にテーラーの佐藤政教の弟子となり、5年間修業後、21歳の若さで独立。「マロニエ洋装店」を開業。1960年にフランスへ船で渡航。その間日本料理店「レストラントウキョウ」で皿洗いで稼いだ[2]。
- 父がオーケストラのバイオリニストで、大叔父が幸徳秋水ら立ち上げた「平民社」のメンバー石川三四郎[3]。太平洋戦争中は埼玉県本庄市に疎開[3]。
- フランスで6年間滞在中は、ジャン・ポール・ボークレーで3年間の下で、残りは憧れのピエール・カルダンの下で修業した。34歳で帰国[4]。
- フランスでの修行時代にシャルル・ド・ゴールの軍服の製作に携わったことから、三島由紀夫の依頼により「楯の会」の衣装(制服)を担当。グループサウンズのグループ「ザ・スパイダース」「ザ・テンプターズ」のミリタリールックやNHK紅白歌合戦の出場歌手の3分の1を衣装を担当[5]。
- 西武百貨店の「ダンディサロン」を4店舗を構え、フランスのファッションショーを7回開催した[5]。